# Rhythm and blues
El rhythm and blues, a menudo abreviado como R&B o R'n'B (pronunciación en inglés: /ˌɑːɹənˈbiː/), es un género de música popular afroamericana que tuvo su origen en Estados Unidos en los años 1940 a partir del blues, el jazz y el góspel. Se describió como «una música basada en el jazz, movida, y con un ritmo insistente». Constituyó la base musical para el desarrollo del rock and roll.
El término ha experimentado desde entonces algunas variaciones de significado. En los primeros años de la década del 1950, se solía llamar rhythm and blues a los discos de blues, pasando pocos años después a referirse a un blues eléctrico que incorporaba góspel y soul. En los años 1970, el rhythm and blues se convirtió en un término genérico que incluía la música soul y el funk. En los 80, se desarrolló un nuevo estilo de R&B, alejado ya del original, que pasó a conocerse como "R&B contemporáneo".
En la actualidad es habitual usar el término rhythm and blues (o R&B) para referirse a este último género contemporáneo.

## Etimología, definiciones y descripción
Aunque se atribuye a Jerry Wexler de la revista Billboard la acuñación del término "rhythm and blues" como término musical en Estados Unidos en 1948, el término se utilizó en Billboard ya en 1943. Sustituyó al término "race music", que originalmente procedía de la comunidad negra, pero que se consideró ofensivo en el mundo de la posguerra. El término "rhythm and blues" fue utilizado por Billboard en sus listas de éxitos desde junio de 1949 hasta agosto de 1969, cuando su lista "Hot Rhythm & Blues Singles" fue rebautizada como "Best Selling Soul Singles".
Antes de que se instaurara el nombre de "Rhythm and Blues", varias compañías discográficas ya habían empezado a sustituir el término "música de raza" por el de "serie sepia".
El escritor y productor Robert Palmer definió el rhythm & blues como "un término global que se refiere a cualquier música hecha por y para los negros americanos". Ha utilizado el término "R&B" como sinónimo de jump blues. Sin embargo, AllMusic lo separa del jump blues por las mayores influencias góspel del R&B. Lawrence Cohn, autor de Nothing but the Blues, escribe que "rhythm and blues" fue un término paraguas inventado por conveniencia de la industria. Según él, el término abarcaba toda la música negra excepto la música clásica y la música religiosa, a menos que una canción góspel vendiera lo suficiente como para entrar en las listas de éxitos. Bien entrado el siglo XXI, el término R&B sigue utilizándose (en algunos contextos) para categorizar la música hecha por músicos negros, a diferencia de los estilos de música hechos por otros músicos.
En la música comercial de rhythm and blues típica de los años 50 a los 70, las bandas solían estar formadas por piano, una o dos guitarras, bajo, batería y saxofón. Los arreglos se ensayaban hasta el punto de no suponer ningún esfuerzo y a veces se acompañaban de vocalistas de fondo. Las partes simples y repetitivas se entrelazan, creando un impulso y una interacción rítmica que produce texturas suaves, cadenciosas y a menudo hipnóticas, sin llamar la atención sobre ningún sonido individual. Aunque los cantantes se comprometen emocionalmente con las letras, a menudo de forma intensa, permanecen frescos, relajados y con el control. Las bandas vestían con trajes, e incluso con uniformes, una práctica asociada a la música popular moderna que los intérpretes de rhythm and blues aspiraban a dominar. Las letras a menudo parecían fatalistas, y la música solía seguir patrones predecibles de acordes y estructura.

Una publicación de la Smithsonian Institution ofrecía este resumen de los orígenes del género en 2016.
"Una música claramente afroamericana que se nutre de los profundos afluentes de la cultura expresiva afroamericana, es una amalgama de jump blues, big band swing, gospel, boogie y blues que se desarrolló inicialmente durante un período de treinta años que abarca la era de la segregación racial legalmente sancionada, los conflictos internacionales y la lucha por los derechos civiles".
El término "rock and roll" tenía una fuerte connotación sexual en el jump blues y el R&B, pero cuando el DJ Alan Freed se refirió al rock and roll en la radio convencional a mediados de la década de 1950, "el componente sexual se había atenuado lo suficiente como para que se convirtiera simplemente en un término aceptable para bailar".

## Rhythm & bluesclásico

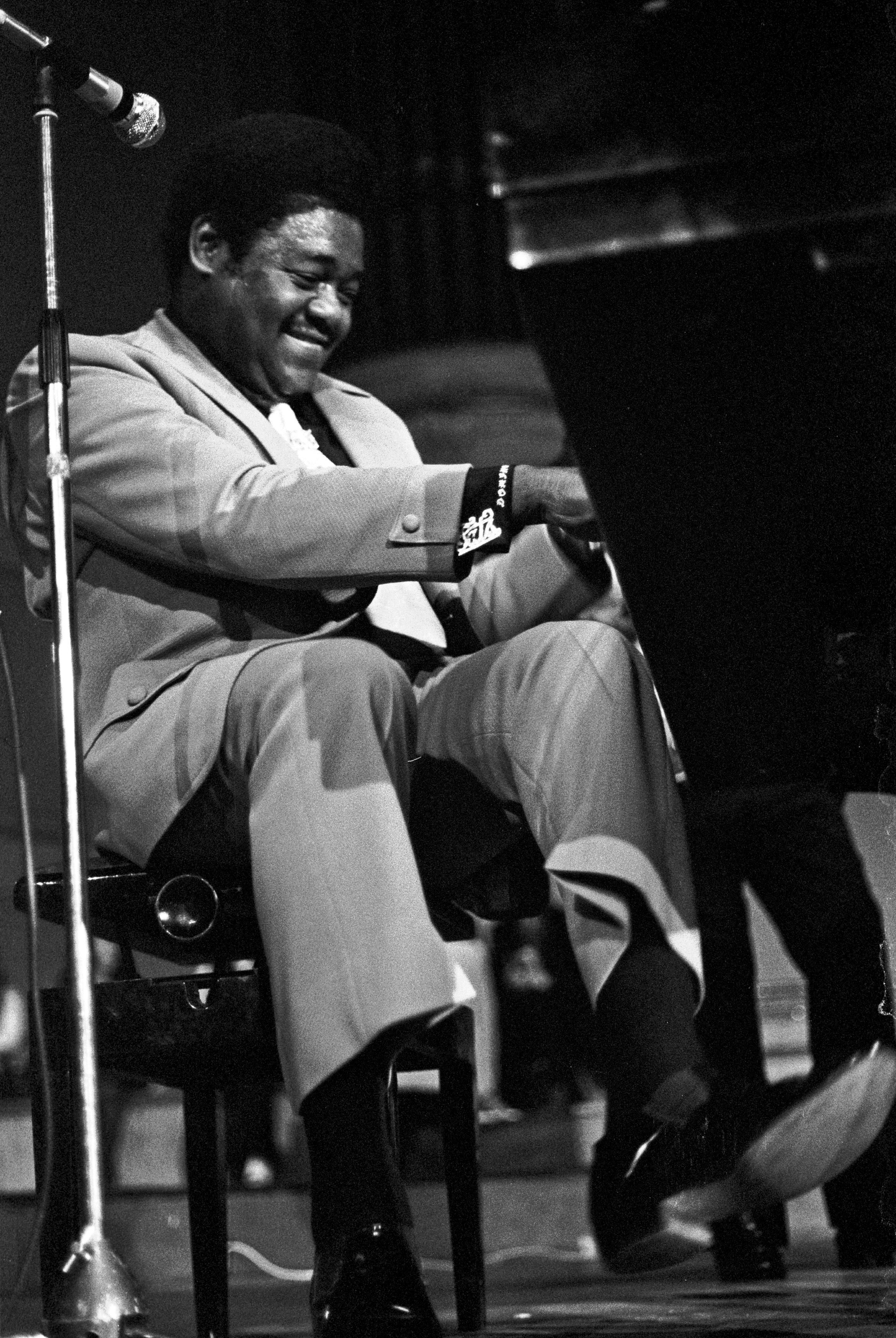
Fats Domino.

En su primera manifestación, el R&B fue el predecesor del rock and roll (no son pocos que hasta dicen que la diferencia solo era de nombre) y el tío del rockabilly (al mezclarse con corrientes varias del country). Tiene fuertes influencias del jazz y el jump, además de la música gospel, y 
no en pocas veces de compases afrocaribeños (ejemplo, el uso subliminal del concepto cubano de la "clave").
Las primeras grabaciones de rock and roll consistían de canciones R&B como "Rocket 88" de Ike Turner y "Shake, Rattle and Roll" de Big Joe Turner, haciendo aparición en las listas de música popular y en las de R&B. "Whole Lotta Shakin' Goin' On", el primer éxito de Jerry Lee Lewis, fue una versión de un tema de R&B que alcanzó el puesto más alto en las listas de música popular, R&B y country.
Los músicos prestaron poca atención a la diferencia entre el jazz y el R&B y, frecuentemente, grababan para ambos géneros. Numerosos artistas de swing (por ejemplo: Jay McShann, Tiny Bradshaw y Johnny Otis) también grabaron música R&B. Count Basie tenía una emisión semanal en directo desde Harlem. Incluso un icono del bebop como era Tadd Dameron estuvo dos años como pianista de Bull Moose Jackson tras establecerse en el bebop. Además, muchos de los músicos para los que Charlie Mingus tocaba jazz eran veteranos del R&B. Otras leyendas fueron Lionel Hampton y Eddie Vinson.
La década de 1950 fue la primera del R&B. Coincidiendo con otros géneros como el jazz y rock and roll, el R&B también desarrolló otras variaciones regionales. Algunos artistas notables fueron Fats Domino (con los éxitos "Blueberry Hill" y "Ain't That a Shame"), Professor Longhair, Clarence "Frogman" Henry, Frankie Ford, Solomon Burke, Irma Thomas, Bo Diddley, The Neville Brothers y Dr. John.
The Platters fue otro conjunto musical que se caracterizó por incursionar en este género de música.
Posteriormente, en los años 1960 y 70, el rhythm & blues tradicional evolucionó hacia nuevos estilos como fueron el soul, el funk y la música disco, quedando rhythm & blues como un término empleado de forma genérica para referirse a todos ellos.

## Rhythm & bluescontemporáneo
El rhythm and blues contemporáneo (conocido también como contemporary R&B o simplemente R&B), surge tras la decadencia de la música disco y el funk en los años 80, convirtiéndose a partir de entonces en la corriente principal (mainstream) del R&B. Entre las características que lo diferencian del rhythm & blues de la década anterior (constituido mayormente por los estilos soul, funk y disco) están la introducción de sonidos sintetizados y cajas de ritmos, además de un mayor acercamiento al género del pop, llegando en cierto modo a integrarse en él. Otras características son su cuidada producción y el frecuente empleo del melisma en la voz. Las primeras figuras de esta nueva era del R&B son Michael Jackson, Earth, Wind & Fire, Sade, Prince, Tina Turner, Janet Jackson o Whitney Houston, a las que más adelante (comienzos del siglo XXI) se sumarán nombres como Beyoncé, Rihanna, Joss Stone, Amy Winehouse, Justin Timberlake, Bruno Mars, Chris Brown, The Weeknd, Ariana Grande y Zayn Malik.
Surgió también en los primeros años del R&B una tendencia de boy bands en Estados Unidos y el Reino Unido que mezclaban con bases típicas del pop acompañadas de instrumentos y letras del R&B, y a veces incluso rapeos del hiphop. Ejemplos de esto fueron New Edition y New Kids on the Block, seguidos más tarde por Boyz II Men, Backstreet Boys, 'N Sync y Chase Atlantic.
En 1986, Teddy Riley comenzó a producir grabaciones de R&B que incluían influencias del cada vez más popular género hip hop. Esta combinación del género R&B y los ritmos del hip hop fue conocido como new jack swing y fue continuada por otros artistas. Esta influencia del hiphop se vería también en el estilo hiphop soul producido por Mary J. Blige.
A principios de los años 1990, el grupo Boyz II Men popularizó de nuevo el soul clásico inspirado en la armonía vocal. Por su parte, Babyface y algunos contemporáneos suyos grabaron en un género tranquilo y suave de R&B conocido como quiet storm.
A mediados de los años 1990 Mariah Carey publicó el tema Fantasy, que logró convertirse en la primera canción femenina en debutar directamente en el #1 del Billboard Hot 100. Con este y otros éxitos, Mariah Carey se consolidó como la más grande exponente del R&B moderno.
A finales de los 1990 y principios del siglo XXI, las influencias del dance en el R&B pudieron ser escuchadas en los trabajos de varios artistas de R&B, los más notables Jennifer Lopez, Aaliyah, Backstreet Boys, NSYNC y 98 Degrees. El líder de la banda juvenil 'N Sync, Justin Timberlake, continuó haciendo grabaciones en solitario en las que se mostraba una clara influencia en su música tanto de R&B como de hiphop, llegando a convertirse en una de las principales figuras del género. Otras estrellas que realizan música muy influida por el R&B (en ocasiones referido como "hiphop" o "dance") son Christina Aguilera, Gwen Stefani, Nelly Furtado y Sugababes.
En el 2013, la cantante Ariana Grande popularizó el género, lanzando su primer álbum Yours Truly, ya que este contenía influencias de la música de los años 1990, desde ahí, empezó a ganar popularidad, logrando debutar en el Billboard 200, siendo una de las mayores exponentes del rhythm and blues.

## Subgéneros derivados del R&B
Además de los ya mencionados, como el soul o el funk, surgieron en distintos momentos de la historia del R&B otros subgéneros que se citan a continuación.

### Quiet storm
El quiet storm es una amplia categoría del R&B y jazz que destaca por ser suave, relajada y a menudo romántica. El nombre proviene de un innovador programa de radio llamado WHUR, de la Universidad Howard de Washington D. C., de mediados de los años 1970, nombrado así tras el éxito del sencillo "Quiet Storm" de Smokey Robinson (1975). A diferencia del R&B contemporáneo, el quiet storm muestra poca influencia del hiphop y tuvo gran éxito en la década de los 80 con artistas como Luther Vandross, Anita Baker, Sade, Lionel Richie y Gerald Levert y más tarde en los años 1990 con Joe, Brian McKnight y Vanessa Williams.

### New jack swing
Una fusión de R&B y hiphop, el new jack swing se popularizó a finales de los años 1980 y se distingue por el empleo significativo de estribillos rapeados y por el prominente uso de cajas de ritmos como la Roland TR-808. Teddy Riley y su grupo Guy son reconocidos como los inventores del género y algunas notables figuras de este género son Bobby Brown (ex New Edition), Michael Jackson, Bruno Mars, Justin Timberlake, Chris Brown, Jimmy Jam & Terry Lewis, Jodeci y Boyz II Men.
Es el género del R&B, que denota al new jack swing en el cual destacan las voces femeninas, es una alternativa femenina del new jack swing. Este género musical fue denominada como new jack swing a finales de la década de los 90 por "The Villague Voice" magazine, fue apoyada por artistas como Janet Jackson, Neneh Cherry, Total, Shanice, TLC, Aaliyah y SWV.

### Neosoul
El neosoul combina desde su aparición a mediados de los 90 una influencia del hiphop en el sonido R&B con el soul clásico de los años 1970. El verdadero neosoul está caracterizado por un sentimiento poco sofisticado, acentuado por armonías de soul, y acompañado por beats de hiphop alternativo. Algunos artistas de estos géneros son D'angelo, Tony! Toni! Toné!, Angie Stone, Amy Winehouse, Erykah Badu, Lauryn Hill, la misma Aaliyah, Jill Scott Alicia Keys, Adele, Jessie J, Ne-Yo.

### Ska
El ska es un género musical originado a finales de los 50 y popularizado durante la primera mitad de los 60 que deriva principalmente de la fusión de la música negra estadounidense (R&B) de la época con ritmos populares propiamente jamaiquinos, siendo el precursor directo del rocksteady y más tarde del roots rock reggae. Al ser un género particularmente apto para fusiones ha sido incorporado, a través de distintas variantes, a los más diversos lenguajes musicales. Desde un principio, las versiones ska de populares composiciones para cine y televisión (“The James Bond Theme”, “Exodus”, “A Shot in the Dark”, “The Untouchables”, etc.) perfiló su particular identidad, entre callejera, nostálgica y “misteriosa”, característica que conservaría a través de las épocas. Estuvo fuertemente asociado a los rude boy y a la independencia de Jamaica del Reino Unido, aunque se hizo popular en todo el mundo desde muy poco tiempo después de su nacimiento.

### Roots rock reggae
El roots rock reggae se desarrolló a partir del rocksteady en los años 1960. El cambio del rocksteady al roots rock reggae es ilustrada por el empleo del shuffle en el órgano, cuyo pionero fue Byron Lee. Este rasgo ya aparecía en algunos sencillos de transición como "Say What You're Saying" (1967) de Clancy Eccles o "People Funny Boy" (1968) de Lee "Scratch" Perry. El tema "Long Shot Bus' Me Bet" publicado por el grupo The Pioneers en 1967 es considerado como el ejemplo grabado más temprano del nuevo sonido que pronto sería conocido como roots rock reggae. Es hacia comienzos de 1968 cuando los primeros discos de roots rock reggae genuino fueron publicados: "Nanny Goat" de Larry Marshall y "No More Heartaches" de The Beltones. El hit "Hold Me Tight" del artista estadounidense Johnny Nash de 1968 ha sido reconocido como el primero en poner el roots rock reggae en las listas de éxitos de Estados Unidos. The Wailers, una banda formada por Bob Marley, Peter Tosh y Bunny Wailer en 1963, son quizá el grupo más conocido que hizo la transición a través de las tres etapas la primera música popular jamaiquina: ska, rocksteady y roots rock reggae. Otros pioneros roots rock reggae incluyen a Prince Buster, Desmond Dekker y Jackie Mittoo. En el desarrollo que llevó el ska hacia el rocksteady y posteriormente al roots rock reggae.